# Ana María Barletta
Ana María Barletta (La Plata, 14 de noviembre de 1950) es una docente universitaria e historiadora argentina. Fue vicepresidenta del Área Académica y Científica de la Universidad Nacional de La Plata (UNLP) entre 2014 y 2018 y decana de la Facultad de Humanidades y Ciencias de la Educación (FaHCE)  durante dos períodos (2004-2007/2007-2010). Fue miembro del comité directivo del Consejo Latinoamericano de Ciencias Sociales (CLACSO) en representación de los centros argentinos. Actualmente es integrante de la Comisión Provincial por la Memoria (CPM) en representación de la Universidad Nacional de La Plata.

## Biografía
Realizó su trayectoria escolar en la Escuela Normal N°1 Mary O'Graham donde se egresó como Maestra Normal Nacional en 1968. Dos años después inició el Profesorado en Historia en la FaHCE en donde participó del clima de activación político estudiantil de la época previa a la dictadura militar. Su primera experiencia docente en la UNLP fue 1984 en el marco de la materia de Historia Constitucional, espacio que formaba parte de una propuesta impulsada durante el rectorado a cargo del Ing. Raúl Pessacq en el marco del período de normalización universitaria tras la dictadura. Asimismo, inició su carrera docente en FaHCE como ayudante en materias tales como Introducción a la Historia a cargo del profesor Ural Amor Pérez e Historia de la Educación General a cargo del a profesora Lilia Ana Bertoni. Entre 1986 y 1992, se desempeñó como profesora viajera en la sede Trelew de la Universidad Nacional de la Patagonia San Juan Bosco. Y entre el 2000 y el 2005, dictó clases en la Facultad de Ciencias Sociales de la Universidad de Buenos Aires. En la actualidad es Profesora Titular de la materia Introducción a la Historia, dictadas para el profesorado y la licenciatura en Historia de la FaHCE de la UNLP.

### Gestión universitaria
Entre 1984 y 1986 fue Secretaria del Departamento de Historia de la FaHCE durante la dirección del Prof. Amor Ural Pérez y el decanato del Prof. José Panettieri. Luego, fue Secretaria Académica de la Facultad en los períodos 1992-1995 y 1995-1998 y Conseja Directiva por el claustro de profesores (1998-2001 y 2001-2004). Fue Decana de la FaHCE durante dos períodos (2004-2007/2007-2010).
Siendo decana, formó parte del grupo fundador del Consejo de Decanos de Ciencias Sociales y Humanas (CodeSoc), una herramienta de asociación y cooperación entre carreras y trayectos formativos que padecían una inequidad estructural dentro del sistema universitario y científico del país. El CodeSoc, fundado en el año 2002, consolidó en los años siguientes un grupo de decanos y decanas que impulsaron y lograron recursos significativos para el fortalecimiento inédito de carreras de grado y posgrado y de investigaciones del área. Entre ellos se destaca la creación del Programa de Investigaciones sobre la Sociedad argentina Contemporánea (PISAC).
Entre los años 2014 y 2018 fue vicepresidenta del Área Académica y Científica de la Universidad Nacional de La Plata donde promovió políticas atentas a las cuestiones de género a través del Programa institucional contra la violencia de género en el ámbito de la UNLP y del Protocolo de actuación ante situaciones de discriminación y/o violencias de género. Otra línea destacada durante su gestión fue la importancia dada a los derechos humanos como política universitaria. Por un lado, acompañando el programa de reparación de legajos de los/as detenidos/as desaparecidos/as y asesinados/as por el terrorismo de Estado en UNLP. Por otro, propiciando distintas iniciativas de entrega de Doctorados Honoris Causas a personalidades destacadas del campo de los derechos humanos.

### Trayectoria académica
Es investigadora de la UNLP con lugar de trabajo en el Centro de Estudios Sociohistóricos (CISH) del Instituto de Investigaciones en Humanidades y Ciencias Sociales (IdIHCS), unidad de doble pertenencia entre CONICET y UNLP. Por otra parte, es miembro del Comité Académico del Doctorado Binacional en Estudios Sociales Interdisciplinarios de Europa y América Latina en la Universidad de Rostock (Alemania), financiado por el Centro Universitario Argentino Alemán (CUAA), en cooperación con el Instituto Iberoamericano de Berlín (IAI).
Es fundadora del Colectivo de Historia Reciente que nuclea a diversos investigadores de la especialidad desde la organización de las Primeras Jornadas de Trabajo sobre Historia Reciente realizadas en la Universidad Nacional de Rosario en el año 2003 y que hoy ya han realizado su novena edición en la Universidad Nacional de Córdoba en 2018. Dicho colectivo se ha pronunciado en diversas oportunidades para manifestar su preocupación por una serie de intervenciones producidas en diversos ámbitos académicos y medios de comunicación que relativizaban la magnitud y cualidad de los crímenes y la represión estatal durante los años setenta en la Argentina.
Asimismo, en su carácter de historiadora especializada en el campo de la historia reciente argentina, actuó como testigo de contexto, a pedido de las querellas en el Juicio Circuito Camps en el año 2012 y en el Juicio La Cacha durante el año 2014, ambos realizados por el TOF N°1 de la Plata. En mayo de 2017, formó parte de la delegación de la CPM encabezada por el Premio Nobel de la Paz, Adolfo Pérez Esquivel, la Madre de Plaza de Mayo Línea Fundadora, Nora de Cortiñas, y el excombatiente Ernesto Alonso, que viajó a las Islas Malvinas en apoyo a la identificación de 123 soldados sepultados en tumbas anónimas.
Formó parte del grupo promotor de la Maestría en Historia y Memoria que desde el año 2002 constituye un trayecto formativo original, único en su género en América Latina por su carácter interdisciplinario y asociado a las perspectivas de la CPM. Desde el año 2012, es la directora de dicha maestría como así también de Aletheia, revista académica de periodicidad semestral producida por estudiantes de la maestría sobre historia reciente y memoria con una fuerte impronta regional.

## Publicaciones
- Barletta, Ana María (2018). La Plata, 1972-1974: apuntes sobre un legado invisibilizado Archivado el 13 de mayo de 2019 en Wayback Machine.. En Nuevas bases para la reforma universitaria 4. Ciudad Autónoma de Buenos Aires: IEC – CONADU.
- Abbattista, Lucía; Barletta, Ana María y Lenci, Laura (2016). Una vuelta de tuerca sobre Comprender y Juzgar, en Piovani, Juan Ignacio, Clara Ruvituso y Werz Nikolaus (EDS). Transiciones, memorias e identidades en Europa y América Latina. Biblioteca Iberoamericana. Instituto Iberoamericano de Berlín, Iberoamericana-Vervuert.
- Barletta, Ana María; Ramírez, Ana Julia; Lenci, María Laura. (2013). Democracias en pugna: Un intento de recuperar los sentidos perdidos. Cuestiones de Sociología (9):163-167.
- Barletta, Ana María; Tortti, María Cristina. (2002). Desperonización y peronización en la universidad en los comienzos de la partidización de la vida universitaria. EN: Krotsch, Pedro; Prati, Marcelo, organizador. La universidad cautiva: Legados, marcas y horizontes. La Plata: Al Margen: UNLP. FAHCE.
- Barletta, Ana María. (2002). Una izquierda universitaria peronista: Entre la demanda académica y la demanda política (1968-1973). Prismas. Revista de Historia Intelectual (6): 275-286.
- Lenci, María Laura; Barletta, Ana María. (2001). Politización de las Ciencias Sociales en la Argentina. Incidencia de la revista Antropología 3er. Mundo 1868-1973. Sociohistórica (8):177-199.